# Rick Dowswell
Rick Dowswell (eigentlich Richard Dowswell; * 21. Januar 1951 in Sarnia) ist ein ehemaliger kanadischer Speerwerfer.
1971 wurde er bei den Panamerikanischen Spielen in Cali Siebter.
Bei den Olympischen Spielen 1972 in München schied er in der Qualifikation aus, und bei den British Commonwealth Games 1974 in Christchurch wurde er Vierter.
1971 wurde er Kanadischer Meister. Für die Ohio University startend wurde er 1972 mit seiner persönlichen Bestleistung von 81,05 m NCAA-Meister.